# Trüllikon
Trüllikon is een gemeente en plaats in het Zwitserse kanton Zürich, en maakt deel uit van het district Andelfingen.
Trüllikon telt 1012 inwoners.